# كوسوكي سايتو
كوسوكي سايتو (斉藤広祐 'Saitō Kōsuke') (ولد في 17 ديسمبر 1983)، هو دي جي ياباني وملحّن الألعاب. كما هو معروف لأفضلية عمله في سلسلة بيماني المصنوعة من كونامي. وقد أنتج الموسيقى تحت عدد من الأسماء المستعارة المختلفة  مثل كورس، ك، النسر، شريط، وتيرانواد.

## المهنة
تأثر في بداية حياته المهنية من قبل تيتسويا كومورو، وبدأ تعلم العزف على سينثسيزر. ثم شعبية J-pop ، وأصبح مهتم  بنادي الموسيقى.
بدأ  ب beatmania IIDX 1 beatmania  RED،   بدأ باستخدام تيرانويد. وقال إنه لا يرغب في أن يقتصر على نمط معين من الموسيقى في هويته، لذلك فهو يستخدم أسماء أخرى لأنماط مختلفة من الموسيقى. بشكل تدريجي، وكشف عبى أنه يستخدم أيضا شريط أسماء  كالنسر في تسجيل الأغاني.

## عملهُ المعروف

### بياتمانيا إإ دي إكس
- Clione (beatmaniaIIDX 4)
- آثار تتبع لك مزيج (الأغنية الأصلية بواسطة طق البلمرة ساكاكيبارا) (beatmaniaIIDX 9)
- الحب هو الأبدية (beatmaniaIIDX 10)
- gigadelic (beatmaniaIIDX 11 IIDXRED)
- الأفق (beatmaniaIIDX 11 IIDXRED)
- SigSig (beatmaniaIIDX 12 السماء سعيدة)
- ラクエン (beatmaniaIIDX 12 السماء سعيدة)
- لتوصيلهم إلى R. A. V. E. (beatmaniaIIDX 12 السماء سعيدة)
- تنطلق الاتصال (beatmaniaIIDX 13 مشوهة)
- ay carumba!!!! (beatmaniaIIDX 13 مشوهة)
- قوة الحب (beatmaniaIIDX 13 مشوهة)
- تنطلق الاتصال (teranoid&MC Natsack Remix) (beatmaniaIIDX 13 مشوهة)
- الحالة الصلبة فرقة (مع توشيوكي Kakuta) (beatmaniaIIDX 13 مشوهة (PS2))
- النار النار (beatmaniaIIDX 14 ذهبية)
- السماء من فوق (beatmaniaIIDX 14 ذهبية)
- ظل (beatmaniaIIDX 14 ذهبية)
- سلسلة من الألم (مع Naoyuki ساتو) (beatmaniaIIDX 14 الذهب (PS2))
- المفجر (مع توشيوكي Kakuta) (beatmaniaIIDX 14 الذهب (PS2))
- ارتفاع في الشمس (الأصل ميكس) (beatmaniaIIDX 15 DJ جنود)
- الآن وإلى الأبد (beatmaniaIIDX 15 DJ جنود)
- الخضرة (beatmaniaIIDX 15 DJ جنود)
- ايكاروس (beatmaniaIIDX 15 DJ جنود)
- العصف الذهني (مع يوتاكا ياماشيتا) (beatmaniaIIDX 15 DJ جنود (PS2))
- smooooch･∀･ (beatmaniaIIDX 16 الامبراطورة)
- فلاش العودة 90 (beatmaniaIIDX 16 الامبراطورة)
- المبرمجة العالم (beatmaniaIIDX 16 الامبراطورة)
- مشرقة بولاريس -كورس ك mix- (الأغنية الأصلية بواسطة توشيوكي Kakuta) (beatmaniaIIDX 16 الامبراطورة)
- أشعة الشمس البطل (beatmaniaIIDX 16 الإمبراطورة+قسط أفضل (PS2))
- المبرمجة الشمس (beatmaniaIIDX 17 سيريوس)
- سيئة المجانين (beatmaniaIIDX 17 سيريوس)
- د (beatmaniaIIDX 17 سيريوس)
- ترتد ترتد ترتد (beatmaniaIIDX 18 منتجع النشيد)
- برمجة الحياة (beatmaniaIIDX 18 منتجع النشيد)
- كيلوا (beatmaniaIIDX 18 منتجع النشيد)
- محرك لي مجنون (beatmaniaIIDX 19 Lincle)
- الإفراج عن الموسيقى (beatmaniaIIDX 19 Lincle)
- أخذ العينات الجنة (beatmaniaIIDX 19 Lincle)
- صدى إلى الأبد (beatmaniaIIDX 20 Tricoro)
- وأنا أعلم أنك تعرف (beatmaniaIIDX 20 Tricoro)
- S!ck (beatmaniaIIDX 20 Tricoro)
- أضواء جديدة (beatmaniaIIDX 20 Tricoro)
- مجنون تقنيات (beatmaniaIIDX 21 سبادا)
- الهذيان مدفع (beatmaniaIIDX 24 Sinobuz)

### موسيقى البوب
- العارضة (نو-أسلوب غبا ميكس) (الأغنية الأصلية بواسطة توشيهيرو ميزونو) (البوب، الموسيقى 16.*)
- 踊るフィーバーロボ الاتحاد الأوروبي مزيج روبوت (الأغنية الأصلية من يونيو واكيتا) (البوب، الموسيقى 17 فيلم)
- جي-كو-كيو-جو (البوب، الموسيقى 18 せんごく列伝)
- تظل (يونيو واكيتا) (البوب، الموسيقى 19 لحن الشارع)
- دير والد (كورس ك روميكس) (الأغنية الأصلية بواسطة سييا موراي) (البوب، الموسيقى 20 الفنتازيا)
- * * * تنبيه بوب (بوب، موسيقى مشمس بارك)

### ثورة الرقص الرقص
- القذرة الرقمية (الرقص الرقص الثورة الكون 3 (إكس بوكس 360))
- الملاك الخاص (غناء; أغنية من ألحان DM عاشوراء) (الرقص الرقص الثورة الكون 3 (إكس بوكس 360))
- مجدافي (الرقص الرقص الثورة الكون 3 (DLC) (إكس بوكس 360))
- كل حبي (الرقص الرقص الثورة X2)
- العقد (مع تاكايوكي إيشيكاوا) (الرقص الرقص الثورة X2)
- بوسيدون (كورس ك ميكس) (الأغنية الأصلية بواسطة ناوكي مايدا) (الرقص الرقص الثورة X2)
- المبرمجة الكون (الرقص الرقص الثورة X3 مقابل 2ndMIX)
- جنون العظمة (kskst ميكس) (الأغنية الأصلية بواسطة ناوكي مايدا) (الرقص الرقص الثورة X3 مقابل 2ndMIX)
- القرد (ثورة الرقص الرقص (2013) )

### الغيتار النزوات / طبل هوس
- Rush!! (GuitarFreaks XG3 / DrumMania XG3) (also on jubeat copious APPEND)

### جابيات
- واحدة خاصة (جاييت)
- تألق علي (جاييت متماسكة)
- الرياح من الذهب (جاييت غزير إلحاق)
- トゲノマユ (الأغنية الأصلية بواسطة ماغوكورو آيكوتا) (جاييت زائد)

### فوز التعكس
- العصير (الترتيب ؛ ألحان يوشيتاكا نيشيمورا) (ريفليس فوز)
- غيمنوبيدي -كورس ك ميكس- (الأغنية الأصلية بواسطة هيرويوكي توغو) (ريفليس فوز)
- * يو (ريفليس فوز)
- رفرف الوجه (ريفليس فاز الأضواء)
- رسم خرائط العقل -كورس ك ميكس- (الأغنية الأصلية بواسطة ريوتارو ناكاهارا) (ريفليس فاز الأضواء)
- إيماننا (ريفليس فاز كوليت)
- اللعب بالنار (ريفليس فاز كوليت -الربيع-)

### مارايزي8
مارايزي و كورس ك تعاونوا على سلسلة من القطع. مارازي أخذت البيانو (بطبيعة الحال) ، و كورس ك فعل شيء كالمعتاد [بحاجة لمصدر]
- البيانو النينجا / الموسيقى مارازي
- 踊ル猫曰ク ماراس ك ريمكس / الموسيقى مارازي (أودورو نيكو نيواكو) [بحاجة لمصدر]
- سكاي واردز / الموسيقى كورس k
- الشفق / الموسيقى كورس k
- النعمان / الموسيقى مارازي
- شوكولا البديل / الموسيقى مارازي
- أصداء / الموسيقى كورس k
- هذه الصخور / الموسيقى كورس k
- アンラッキーガールちゃんの日録/ الموسيقى مارازي(أنراكيغارو-تشان لا إتشيروكو)
- وقت اللعب!! / الموسيقى مارازي
- وقت اللعب!! مرة أخرى / الموسيقى مارازي

## التسجيلات
- Disconation
- teranoid underground edition (partial composition)
- teranoid overground edition (partial composition)
- teranoid overground edition KOJA YUKINO (partial composition)
- teranoid overground edition 1.04 (partial composition)
- teranoid anthems-live@underground (partial composition)
- enigmatic LIA (partial composition)
- enigmatic LIA2 (partial composition)
- teranoid underground edition - For DJs Only Black (partial composition)
- Ways for Liberation
- "Lets Do It Now!"
- "Lets Do It Again!"

## وصلات خارجية
- كوسوكي سايتو على موقع ميوزك برينز (الإنجليزية)
- كوسوكي سايتو على موقع ديسكوغز (الإنجليزية)

- S2TB تسجيل
- بلوق الرسمية(اليابانية) نسخة محفوظة 2 نوفمبر 2013 على موقع واي باك مشين.
- تنشيط JP内のプロフィール
- للانترنت الشخصي (يتطلب عضوية)
- VJ الجيش الشخصي
- الألبومات at Discogs